# Archie Comics
Archie Comic Publications, Inc. é uma editora de quadrinhos estadunidense sediada em Pelham, Nova Iorque, fundada em 1939 sob o nome de MLJ Comics e mais conhecida por seus vários títulos estrelados pelos personagens adolescentes Archie Andrews, Betty Cooper, Veronica Lodge, Reggie Mantle e Jughead Jones, criados pelo editor John L. Goldwater, escritos por Vic Bloom e desenhados por Bob Montana. Os personagens foram baseados em parte em pessoas conhecidas do trio, incluindo amigos de Montana em Haverhill, Massachusetts  e conhecidos do "meio-oeste" de Goldwater.

## História

### MLJ Magazines

#### 1939–1946: Primeiros anos
Maurice Coyne, Louis Silberkleit e John L. Goldwater formaram MLJ Magazines e começaram a publicar em novembro de 1939. O nome da empresa era derivado das iniciais dos primeiros nomes dos parceiros.
Coyne atuou como contador e diretor financeiro da MLJ. Coyne e Silberkleit foram sócios da Columbia Publications, uma empresa de celulose que publicou pela última vez em 1960 Silberkleit era formado em direito pela St. John's University, era farmacêutico licenciado e registrado, e formado em direito pela New York Law School. Seus esforços foram focados nos negócios, impressão, separação, distribuição e fins financeiros da empresa. John Goldwater serviu como editor-chefe. Goldwater foi um dos fundadores da Comics Magazine Association of America, e ele atuou como presidente por 25 anos. (A Comics Magazine Association of America é mais conhecida por seus fãs de quadrinhos da Comics Code Authority) Goldwater também foi comissário nacional da Liga Antidifamação.
A primeira revista em quadrinhos da MLJ, publicada em novembro de 1939, foi a da Blue Ribbon Comics com a primeira metade colorida e a última metade em vermelho e branco. Em janeiro de 1940, a Pep Comics estreou com o Shield, o primeiro herói de quadrinhos patriótico dos EUA, criado pelo redator e editor-gerente Harry Shorten e projetado pelo artista Irv Novick. A Top Notch Comics foi lançada em dezembro de 1941. Até março de 1944, o cover de Pep era Shield quando Archie assumiu a capa. O Shield foi um precursor do Capitão América de Joe Simon e Jack Kirby, sendo publicado 14 meses antes.

### Archie Comics

#### Anos de 1946–1990
Os filmes de Andy Hardy foram uma inspiração para Goldwater ter uma história em quadrinhos sobre uma pessoa normal. O adolescente Archibald "Chick" Andrews estreou com Betty Cooper e Jughead Jones em Pep Comics #22 (dezembro de 1941), em uma história do escritor Vic Bloom e do artista Bob Montana. Archie logo se tornou a atração principal da MLJ Magazine, o que levou a companhia a mudar seu nome para Archie Comic Publications. Siberkleit e Coyne descontinuaram a Columbia Publications. No final dos anos 50, a Archie Publishing lançou sua linha "Archie Adventure Series" com uma nova versão do Shield e dois novos personagens Jaguar e The Fly.
A edição de fevereiro de 1962 da revista Help! por Harvey Kurtzman, apresentou sua paródia dos personagens de Archie em sua história de Goodman Beaver, "Goodman Goes Playboy", que foi ilustrada pelo frequente colaborador Will Elder. O editor da revista Jim Warren recebeu uma carta em 6 de dezembro de 1961, acusando a Help! de violação de direitos autorais e exigindo a remoção da questão ofensiva das bancas de jornal. Warren foi incapaz de lembrar a revista, mas ele concordou em resolver fora do tribunal em vez de arriscar um processo caro. Warren pagou US$ 1000 à Archie Comics e escreveu uma nota de desculpas em uma edição subsequente do Help!. A história foi reimpressa na coleção de livros Executive Comic Book, em 1962, com a obra modificada por Elder para obscurecer a aparência dos personagens. A Archie Comics achou sua aparência ainda muito próxima de suas propriedades protegidas por direitos autorais e ameaçou outro processo. Kurtzman e Elder resolveram fora do tribunal, entregando os direitos autorais da história. A Archie Comics manteve os direitos autorais e se recusou a permitir que a história fosse republicada. Um pedido de Denis Kitchen em 1983 para incluir a história em sua coleção de reimpressão de Goodman Beaver foi recusado. Depois que o co-proprietário da The Comics Journal, Gary Groth, descobriu que a Archie Comics tinha permitido que os direitos autorais de "Goodman Goes Playboy" expirassem, ele teve a história reimpressa no The Comics Journal #262 (setembro de 2004), e disponibilizá-lo como PDF no site da revista.
Em meados da década de 1960, durante o período em que os fãs e historiadores chamavam a Era de Prata dos Quadrinhos, Archie trocou seus super-heróis por uma nova marca, "Mighty Comics Group", com os heróis da MLJ feitos no humor extravagante do programa de TV Batman. Este selo terminou em 1967.
No início dos anos 1970, a Archie Enterprises Inc. tornou-se pública. Pouco mais de 10 anos depois, o filho de Louis Silberkleit, Michael, e o filho de John Goldwater, Richard, devolveram a Archie Comic Publications à propriedade privada. Michael Silberkleit serviu como presidente e co-editor, enquanto Richard Goldwater serviu como presidente e co-editor. Coyne se aposentou na década de 1970 como CFO.
Nas décadas de 1970 e 1980, a Spire Christian Comics, uma linha de histórias em quadrinhos de Fleming H. Revell, obteve licença para apresentar os personagens de Archie em vários de seus títulos, incluindo Archie's Sonshine, Archie's Roller Coaster, Archie's Family Album, e Archie's Parables. Essas histórias em quadrinhos usaram Archie e seus amigos para contar histórias com fortes temas e costumes cristãos, às vezes incorporando as escrituras da Bíblia. Em pelo menos um exemplo, os personagens comuns encontram uma figura semelhante à de um cristo na praia, e ouvem enquanto ele gentilmente prega os valores cristãos.
A Archie Comics lançou uma curta fantasia e horror, Red Circle Comics, na década de 1970. A empresa reviveu essa marca nos anos 80 por sua breve linha de quadrinhos de super-heróis. Mais tarde, na década de 1980, a empresa planejava publicar novamente os super-heróis com o selo Spectrum Comics, apresentando uma série de talentos de alto perfil, mas cancelou essa tentativa antes de publicar um único número.
Tendo licenciado o MLJ Superheroes da Archie Comics em 1991, a DC Comics lançou sua marca Impact Comics com esses heróis.

#### Anos 2000
Em 4 de abril de 2003, a Dad's Garage Theatre Company em Atlanta estava programada para estrear uma nova peça de Roberto Aguirre-Sacasa, o Archie's Weird Fantasy, que mostrava o residente mais famoso de Riverdale saindo e se mudando para Nova York. Um dia antes de a peça ser programada para abrir, a Archie Comics emitiu uma ordem de cessação e desistência, ameaçando o litígio se a peça prosseguisse como está escrito. O diretor artístico do Dad's Garage, Sean Daniels, disse: "A peça era retratar Archie e seus amigos de Riverdale crescendo, enfrentando a censura. A Archie Comics achou que Archie era gay, o que diluiria e mancharia sua imagem." Ele abriu alguns dias depois como "Weird Comic Book Fantasy", com os nomes dos personagens alterados. Em 2014, Aguirre-Sacasa se tornaria o diretor criativo da Archie Comics.
A Archie Comics processou a dupla de músicas The Veronicas por violação de marca registrada em 2005 por causa do nome da banda, que a Archie Comics alega ter sido tirada do personagem dos quadrinhos. Archie Comics e Sire Records (gravadora de The Veronicas) chegaram a um acordo envolvendo co-promoção.
Em 2008, a Archie Publications mais uma vez licenciou a DC Comics seus super-heróis MLJ para uma linha integrada da DC Universe, a Red Circle.

#### 2010–presente
Após a morte de Richard Goldwater, em 2007, e Michael Silberkleit, em 2008, a viúva de Silberkleit, Nancy, e seu meio irmão, Jonathan, tornaram-se co-CEOs em 2009. Nancy Silberkleit, ex-professora de arte da escola elementar, foi responsável pelos projetos escolares e teatrais, Jon Goldwater, ex-gerente, foi responsável pela execução dos esforços diários de publicação e entretenimento da empresa. A empresa processou a Silberkleit em julho de 2011, e a Goldwater entrou com outro processo contra ela em janeiro de 2012, alegando que ela estava tomando más decisões nos negócios e alienando funcionários; ela, por sua vez, processou-o por difamação. Em fevereiro de 2012, a juíza da New York Supreme Court, Shirley Kornreich, em Manhattan, multou a Silberkleit em US$ 500 por violar a ordem do tribunal do tribunal temporariamente impedindo-a de sair da sede da empresa e disse que o tribunal poderia nomear um receptor temporário para proteger os ativos da empresa. Em maio de 2016, esses processos judiciais foram resolvidos.
A partir de 2010, a empresa fez uma parceria com a Random House Publisher Services para a distribuição de sua livraria, que incluiu trade paperback, romance gráfico e formatos adicionais de livros. A Archie Comics viu sua novela gráfica e o aumento na produção da edição coletada de 11 títulos de livros naquele ano para 33 em 2012 e 40 em 2013. As vendas da empresa também aumentaram 410% para livros e 1.000% para e-books desde 2010.
A partir de julho de 2010, foi lançada a primeira edição da Life with Archie. A série apresentava duas histórias diferentes explorando dois futuros possíveis - um mundo onde Archie se casa com Betty e um mundo onde ele se casa com Veronica. A série também incorporou temas mais contemporâneos, incluindo morte, problemas de casamento, casamento entre pessoas do mesmo sexo, câncer, problemas financeiros e controle de armas.
Kevin Keller, o primeiro personagem gay de Archie Comics, estreou em Veronica #202 em setembro de 2010. O personagem foi criado a partir de uma conversa entre Goldwater e o veterano escritor da Archie Comics, Dan Parent, durante a primeira cúpula criativa da empresa, sobre trazer mais diversidade para Riverdale. A questão esgotou-se no nível do distribuidor, o que levou a Archie Comics pela primeira vez a publicar uma segunda edição de uma história em quadrinhos.c. Em junho de 2011, Keller foi destaque em sua própria minissérie de quatro partes. Uma série bimestral de Kevin Keller, lançada com o escritor e artista Parent no início de 2012, recebeu um prêmio GLAAD pela Outstanding Comic Book no ano seguinte.
Em março de 2011, uma cópia da Archie Comics #1, publicada pela primeira vez em 1942, foi vendida em leilão por US$ 167.300, um recorde para uma revista em quadrinhos que não é de super-heróis.
Em abril de 2011, a Archie Comics tornou-se a primeira editora de revistas em quadrinhos a disponibilizar toda a sua linha digitalmente no mesmo dia do lançamento da versão impressa. Na New York Comic Con, em outubro de 2011, a Archie Comics anunciou que seus super-heróis retornariam como uma linha totalmente digital sob o selo Red Circle, um modelo de assinatura com acesso a arquivos de última geração. A marca começou em 2012 com uma nova série chamado de New Crusaders. Em outubro de 2013, Archie Comics lançou seu primeiro título de terror, Afterlife with Archie, mostrando Archie e sua turma lidando com um apocalipse zumbi que começa em sua cidade natal Riverdale. Escrito pelo Diretor Criativo da Archie Comics, Roberto Aguirre-Sacasa e desenhado pelo artista Francesco Francavilla. A série adaptou os personagens de Archie em um mundo com temas adultos e de terror, incluindo zumbis, ocultismo, demônios e Cthulhu.
O sucesso de Afterlife with Archie levou a uma segunda série de terror, Chilling Adventures of Sabrina, que foi lançada em outubro de 2014 por Aguirre-Sacasa e pelo artista Robert Hack. Chilling Adventures of Sabrina acontece nos anos 1960 na cidade vizinha de Greendale, e segue Sabrina Spellman, de 16 anos, enquanto ela luta para equilibrar suas responsabilidades como uma bruxa em treinamento, com seu sentimento por seu namorado, Harvey Kinkle.
Em 9 de abril de 2014, a Archie Comics anunciou que a versão adulta de Archie Andrews apresentada na série Life with Archie morreria na edição #36 (julho de 2014), que também seria a segunda a última edição. Goldwater disse que o destino final de Archie seria o mesmo em ambos os pela série. Esta versão de Archie foi morta salvando o senador Kevin Keller de uma tentativa de assassinato.
Em julho de 2014, a Archie Comics anunciou Red Circle Comics seria renomeada como Dark Circle Comics em 2015. A nove selo centra-se em histórias auto-contidas com os super-heróis da biblioteca do Red Circle enquanto explora os gêneros de crime, terror e aventura. A primeira edição incluiu os super-heróis Black Hood, Fox, e o Shield. Dark Circle Comics estreou com The Black Hood #1 (fevereiro de 2015) pelo escritor Duane Swierczynski e artista Michael Gaydos em fevereiro de 2015. O título de um leitor maduro introduziu policial Gregory Hettinger, o novo Black Hood, que luta com um vício em analgésicos, como resultado de um tiroteio fora de uma escola na Filadélfia. O lançamento continuou com The Fox (abril de 2015), retomando a saída da série The Fox, da Red Circle. A série foi co-escrita por Dean Haspiel e Mark Waid com arte de Haspiel. The Shield #1 (outubro de 2015) dos co-roteiristas Chuck Wendig e Adam Christopher e o artista Drew Johnson debutaram uma nova e feminina Shield chamada Victoria Adams. The Hangman #1 (movembro de 2015) introduziu uma série de terror sobrenatural do escritor Frank Tieri e do artista Felix Ruiz sobre o homem da máfia Mike Minetta fazendo um acordo com o diabo para se tornar o novo Hangman.
A Archie Comics lançou uma campanha do Kickstarter de $ 350.000 em maio de 2015 para ajudar a editora a publicar três séries adicionais mais cedo que o contrário: Life with Kevin, com foco em Kevin Keller e novas séries de Jughead e Betty e Veronica. Cinco dias depois, a Archie Comics cancelou a campanha após uma resposta crítica. A empresa afirmou que os três títulos ainda seriam publicados em um momento posterior.
Em março de 2015, a Archie Comics anunciou que suas duas séries de terror atrasadas retornariam sob uma nova marca, Archie Horror, com Chilling Adventures of Sabrina #2 e Afterlife whit Archie #8 sendo lançado em abril e maio.

## Títulos publicados

### Títulos em publicação a partir de 2018
New Riverdale
- Archie vol. 2 (julho de 2015-presente)
- Betty and Veronica: Vixens (novembro de 2017-presente)

Classic Archie
- Betty and Veronica: Friends Forever (maio de 2018-presente)

Archie Horror
- Afterlife with Archie (outubro de 2013–presente)
- Chilling Adventures of Sabrina (outubro de 2014–presente)[46]
- Jughead: The Hunger (outubro de 2017–presente)
- Vampironica (março de 2018–presente)

The Archie Library
- Archie Jumbo Comics Digest (janeiro de 1982–presente) #293
- Betty and Veronica Comics Double Digest (junho de 1987–presente) #267
- World of Archie Jumbo Comics Digest (outubro de 2010–presente) #83
- B & V Friends Jumbo Comics Digest (novembro de 2010-presente)
- Archie and Me Comics Digest (outubro de 2017-presente)

### Série "New look"
Em 2007, a Archie Comics lançou uma série de histórias de "New look (Novo Visual, em tradução livre)", com personagens de Archie desenhados em um estilo atualizado e menos semelhante a desenhos animados, semelhante à primeira aparição dos personagens. Há um total de sete enredos e cada um foi publicado como um enredo de quatro partes em uma série de resumo. Também cada história de "New look" foi baseada em uma história de Riverdale High, uma série de doze romances publicados nos anos 90. As únicas histórias de Riverdale High que não foram adaptados em uma dessas histórias são The Trouble With Candy, Rich Girls Don't Have to Worry, Is That Arabella?, Goodbye Millions, e Tour Troubles devido à série "new look" que termina em 2010.
| Título                  | Personagens de destaque | Data de publicação                   |
| ----------------------- | ----------------------- | ------------------------------------ |
| "Bad Boy Trouble"       | Veronica, Betty         | Julho – Outubro de 2007              |
| "The Matchmakers"       | Jughead                 | Abril – Agosto de 2008               |
| "Break-up Blues"        | Moose, Midge            | Outubro de 2008 – Fevereiro de 2009  |
| "My Father's Betrayal"  | Hiram Lodge, Veronica   | Maio – Agosto de 2009                |
| "Goodbye Forever"       | Archie                  | Julho – Novembro de 2009             |
| "A Funny Kind of Love"  | Reggie                  | Setembro de 2009 – Fevereiro de 2010 |
| "No Baseball for Betty" | Betty                   | Maio – Agosto de 2010                |

### Reedições
- Archie Archives Vol. 1 (Pep Comics #22-38; Archie Comics #1-2; Jackpot Comics #4-8)
- Archie Archives Vol. 2 (Pep Comics #39-45; Archie Comics #3-6; Jackpot Comics #9)
- Archie Archives Vol. 3 (Pep Comics #46-50; Archie Comics #7-10)
- Archie Archives Vol. 4 (Pep Comics #51-53; Archie Comics #11-14)
- Archie Archives Vol. 5 (Pep Comics #54-56; Archie Comics #15-18)
- Archie Archives Vol. 6 (Pep Comics #57-58; Archie Comics #19-22)
- Archie Archives Vol. 7 (Pep Comics #59-61; Archie Comics #23-25; Laugh Comics #20-21)
- Archie Archives Vol. 8 (Pep Comics #62-64; Archie Comics #26-28; Laugh Comics #22-23)
- Archie Archives Vol. 9 (Pep Comics #65-67; Archie Comics #29-31; Laugh Comics #25-26)

## Publicação no Brasil

### Aparições de personagens em outras revistas em quadrinhos
Antes de ser publicado como uma série de histórias em quadrinhos, o personagem Archie Andrews apareceu em diversas revistas brasileiras e também de várias formas. A primeira aparição do personagem foi em 25 de outubro de 1941, no Suplemento Juvenil nº 1086, pela editora Grande Consórcio de Suplementos Nacionais, foi a única aparição do personagem na revista. Em junho de 1944, fez uma aparição em O Globo Juvenil nº 44, da editora O Globo. Em julho de 1946, apareceu novamente na mesma revista, desta vez com Betty, Veronica e Jughead na edição 69. Também apareceu na revista Gibi, da editora O Globo. Desta fez os personagens tiveram um nome próprio em português brasileiro e foi também a primeira aparição de outros personagens além de Archie (Artur), tais como: Mr. Weatherbee (Professor Ventania), Betty Cooper (Belinda), Veronica Lodge (Verônica), Reggie Mantle (Rogério), Miss Grundy (Felismina)< e Jughead Jones (Juquinha ou José). Em agosto de 1946, foi publicado pela revista Gibi nº 68 em 7 páginas, a versão original de Archie nº 8. Archie também apareceu em setembro do mesmo ano na edição seguinte. Edições em que Archie e sua turma aparecem em Gibi incluem: nº 72 (janeiro de 1947); nº 73 (fevereiro de 1947); nº 74 (março de 1947); nº 75 (abril de 1947) e nº 77 (junho de 1947). No início do ano da década de 1950, pela editora Rio Gráfica Editora, os personagens Archie, Fred e Mary Andrews, e Jughead fizeram uma breve aparição em Novo Gibi nº 1741, originalmente publicada em Pep Comics nº 47 (março de 1944).
Depois passou por diversas revistas de editoras, fez uma breve aparição em Vida Juvenil n° 87 (15 de novembro de 1953) da editora Vida Domestica.

## Honras e prêmios
O Serviço Postal dos Estados Unidos incluiu Archie em um conjunto de cinco selos postais comemorativos de 44 centavos sobre o tema "Sunday Funnies". O selo Archie mostrava Veronica, Archie e Betty compartilhando um milkshake de chocolate. Os outros selos retratavam personagens dos quadrinhos Recruta Zero, Calvin and Hobbes, Garfield e Dennis the Menace.

## Personagens em outras mídias

### Televisão

#### Animação
Em 1968, a CBS começou a transmitir episódios de The Archie Show, uma série de desenhos animados produzida pela Filmation. Embora tenha durado apenas uma única temporada, foi ao ar em reprises. Sabrina, the Teenage Witch tem sua própria série animada, também produzida pela Filmation. Em 1970, outra propriedade da Archie Comics recebeu uma série de desenhos animados: Josie and the Pussycats. Ao contrário de Archie e Sabrina, o desenho animado de Josie foi produzido pela Hanna-Barbera Productions. Foi seguido pelo spin-off, Josie and the Pussycats in Outer Space, em 1972. The Archie Show, Sabrina, the Teenage Witch, Josie and the Pussycats, e vários dos spin-offs, incluindo Josie and the Pussycats in Outer Space.
Em 1987, a DIC Entertainment produziu um desenho animado da NBC, The New Archies. Este desenho de televisão infantil reinventou os estudantes adolescentes da Riverdale High School como pré-adolescentes no ensino médio. Quatorze episódios da série foram produzidos, que foram ao ar durante a única temporada da série em 1987 e foram repetidos em 1989.
Em 1999, outro programa de animação com Archie e seus amigos foi produzido pela DIC Entertainment. Archie's Weird Mysteries apresentavam personagens centrais de Archie resolvendo mistérios que ocorriam em sua cidade natal, Riverdale. Como um companheiro para a série Archie, DIC também produziu Sabrina: the Animated Series, Sabrina's Secret Life and Sabrina: Friends Forever; os cartoons apresentavam Sabrina e suas tias mais jovens do que nas revistas em quadrinhos. Títulos de gibis vinculados foram produzidos para todas essas séries. Em 2012, foi anunciado que a MoonScoop iria produzir uma nova série Sabrina the Teenage Witch, intitulada Sabrina: Secrets of a Teenage Witch. Durou 26 episódios e foi transmitido pela Hub Network de outubro de 2013 a junho de 2014.

#### Archie: To Riverdale and Back Again
Em 1990, na NBC foi ao ar Archie: To Riverdale and Back Again (intitulado Archie: Return to Riverdale em DVD), um telefilme com Christopher Rich como Archie Andrews de 30 e poucos anos que retorna à sua cidade natal para uma reunião de ensino médio, e se reúne com Betty, Veronica e vários outros personagens originais das história em quadrinhos

#### Sabrina, the Teenage Witch
Em 1996, a rede de televisão a cabo Showtime transmitiu a Sabrina, the Teenage Witch, um telefilme live-action estrelado por Melissa Joan Hart como Sabrina. O filme serviu como piloto da série de TV, também estrelada por Hart, que começou a ser exibida no outono de 1996 na ABC. A sitcom foi relativamente fiel à série de quadrinhos, e teve uma longa duração até 2003.

#### Riverdale
Em outubro de 2014, Greg Berlanti estava desenvolvendo uma série dramática para a Fox intitulada Riverdale com Berlanti e Sarah Schechter como produtores executivos através da Berlanti Productions, e Roberto Aguirre-Sacasa escrevendo a série. Contendo os personagens Archie, Betty, Veronica, Jughead, Reggie, Kevin e Josie & the Pussycats. Em julho de 2015, o piloto foi transferido para The CW.
O piloto foi ordenado pela rede em janeiro de 2016, com as filmagens programadas para começar na primavera. Em fevereiro de 2016, o Deadline informou que KJ Apa, Lili Reinhart, Cole Sprouse, Camila Mendes, Ashleigh Murray, Madelaine Petsch e Luke Perry iriam interpretar Archie Andrews, Betty Cooper, Jughead Jones, Veronica Lodge, Josie McCoy, Cheryl Blossom e Fred Andrews e em março de 2016, Ross Butler, Cody Kearsley, Daniel Yang e Casey Cott foram escalados como Reggie Mantle, Moose Mason, Dilton Doiley e Kevin Keller.

#### Chilling Adventures of Sabrina
Em setembro de 2017, foi anunciado que uma série de televisão live-action estava sendo desenvolvida para a The CW pela Warner Bros. Television e pela Berlanti Productions, com um lançamento planejado para a temporada televisiva de 2018–2019. Baseado na série de quadrinhos, apresentando a personagem Sabrina the Teenage Witch, da Archie Comics, a série seria uma série de companhia para Riverdale. Em dezembro de 2017, o projeto foi transferido para Netflix com um novo título ainda a ser anunciado. Duas temporadas, com dez episódios cada, foram encomendadas pelo serviço de streaming. As filmagens para a primeira temporada começaram em 19 de março de 2018.
Em janeiro de 2018, foi anunciado que Kiernan Shipka assinou contrato para atuar o papel principal de Sabrina Spellman, e o presidente da CW, Mark Pedowitz, observou que, "no momento, não há discussão sobre um cruzamento" com Riverdale. Ao longo de fevereiro e meados de março de 2018, os membros do elenco restantes foram escalados, incluindo Jaz Sinclair como Rosalind Walker, Michelle Gomez como Mary Wardell/Madame Satã, Chance Perdomo como Ambrose Spellman, Lucy Davis como Hilda Spellman, Miranda Otto como Zelda Spellman, Richard Coyle como Padre Blackwood, Ross Lynch como Harvey Kinkle, e Tati Gabrielle como Prudence. Salem Saberhagen aparece na série.

### Filme
Em 2001, a Universal Studios e a Metro-Goldwyn-Mayer lançaram Josie and the Pussycats, baseado nos quadrinhos de mesmo nome.
Em 2003, a Miramax anunciou que eles estavam trabalhando em um filme de Betty e Veronica, mas o projeto foi cancelado.
Em 2013, a Warner Bros. fechou um acordo para um filme de live-action baseado nos quadrinhos da Archie Comics com Roy Lee e Dan Lin produzindo e Jon Goldwater, Krishnan Menon e Jon Silk co-produzindo, Roberto Aguirre-Sacasa e Jason Moore assinou para dirigir. O filme é descrito como uma "comédia de ensino médio baseada na linha original de Archie Comics, ambientada na atual Riverdale". Em entrevista à Comic Book Resources, Aguirre-Sacasa sugeriu fazer um filme sobre Afterlife with Archie.

### Broadway
Em 2015, a Archie Comics anunciou que traria Archie, Betty, Veronica, Jughead e o resto da turma de Riverdale para a Broadway com um novo musical. Adam McKay está definido para escrever o livro para o show, enquanto Funny Or Die servirá como um parceiro de apresentação. O CEO Jon Goldwater e o CCO Roberto Aguirre-Sacasa supervisionarão a produção. Triptyk Studios empacotou a parceria e Tara Smith, B. Swibel e Adam Westbrook vão supervisionar o desenvolvimento do musical para a empresa. Neste momento, nenhuma equipe criativa para o musical foi anunciada.

### Pintura
Em 2014, a Galeria Tripoli, em Southampton, Nova York, exibiu uma coleção de pinturas a óleo de Gordon Stevenson, também conhecido como Baron Von Fancy, apresentando personagens do Archie Comic em cenas voltadas para adultos.